# Marjo z Jedżu
Marjo z Jedżu (ur. ? – zm. 14 lutego 1831) – ras Begiemdyru i regent Etiopii. Był synem Gugsy z Jedżu i bratem Jymama z Jedżu. Należał do dynastii Sjera Guangul, która de facto rządziła dotychczasowym stołecznym miastem – Gonderem w czasie okresu rozbicia dzielnicowego, zwanego zemene mesafynt.

## Życiorys
W czasie rządów swojego ojca, zbuntował się przeciw niemu, ale został pokonany w bitwie. Za czasów, gdy enderasem był jego brat, Marjo również wszczął bunt. Okupował Debre Tabor od 1828 do 1831. Po śmierci wodza Meru z Dembiji, Marjo otrzymał jego terytoria w Dembiji, Uegerze i Belessie. O te ziemie rościli sobie pretensje także dedżazmacz Ualde Tekle i Uelette Tekle. Starcie o terytoria po Meru trwały po śmierci Marjo. Ostatnia kampania wojenna Marjo, była prowadzona przeciwko rasowi Sabagadisowi, następcy rasa Uelde Syllasje z Tigraj. Wspierany przez Uube Hajle Marjama z prowincji Semien i Goszu Zeude z Godżamu, Marjo po przekroczeniu rzeki Takaze, stoczył z Sabagadisem bitwę pod Debre Abbaj 14 lutego 1831. Ras Marjo poległ w bitwie, choć jego żołnierze pokonali siły Sabagadaisa. Następcą Marjo na stanowisku regenta został jego brat, Dori z Jedżu.

## Relacja Samuela Gobata
Szwajcarski misjonarz, Samulel Gobat, przebywający w Etiopii na początku lat 30. XIX wieku, dość nisko oceniał Marjo. Napisał w swoim dzienniku: 

Cechy charakteru Marjama nie są adekwatne do stanowiska księcia. On nie postępuje sprawiedliwie. Jest daleki od karania żołnierzy za rabunki, bądź zabójstwa. Nawet publicznie pochwalał ich za to jako ludzi czynu. Powiadano, że rozkazał wszystkim swoim żołnierzom w czasie wejścia na terytorium Oube [chodzi o Uube Hajle Marjama] wymordować wszystkich jego mieszkańców, jakich napotkają, bez względu na wiek czy płeć

 Surowy opis Gobata mógł być jednak zainspirowany najazdem żołnierzy Marjo na Gonder 14 maja 1830, który misjonarz opisał bezpośrednio przed tym fragmentem dziennika.